# Marie-Caroline de Savoie

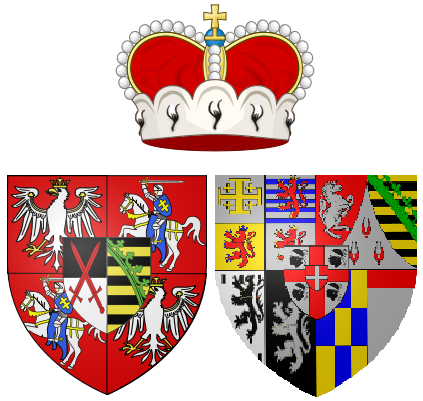
Les armes de la princesse Marie-Caroline

Marie-Caroline Antoinette Adélaïde Joséphine de Savoie, née le 17 janvier 1764 et morte le 28 décembre 1782, est une princesse de la maison de Savoie. Elle est la fille du roi de Sardaigne, Victor-Amédée III et de Marie-Antoinette d'Espagne.

## Biographie
Alors que son frère aîné et ses sœurs aînées ont épousé la sœur et les frères du roi Louis XVI de France, Marie-Caroline de Savoie épousa malgré elle en 1781 un cousin utérin du souverain Français, Antoine de Saxe, frère et héritier de l'Électeur Frédéric-Auguste III. Son entourage dut même la mettre de force dans le carrosse qui la mena vers l'Allemagne. Seconde dame de la cour après sa belle-sœur, l'électrice Amélie de Deux-Ponts-Birkenfeld dont le couple était sans enfant, la princesse, appelée à être la mère d'un futur électeur de Saxe, ne s'adapta pas à sa nouvelle patrie. Elle n'eut pas le temps d'avoir un enfant. Elle  mourut de la variole dès l'année suivante à l'âge de 18 ans.